# نصر الحریری
نصر الحریری (عربی: نصر موسی الحریری) در تاریخ ۱ ژانویه سال ۱۹۷۷ میلادی در شهر درعا - سوریه زاده شد. وی فارغ‌التحصیل دانشکده پزشکی در رشته داخلی و قلب و به زبان انگلیسی مسلط است.

## فعالیت‌های سیاسی
نصر الحریری از ابتدای شروع انقلاب سوریه در آن شرکت داشت. او اولین اعتصاب اتحادیه‌ای را سازمان داد و بیانیه‌ای صادر کرد که در آن نیروهای امنیت رژیم را جنایتکار توصیف نمود که مرتکب کشتار می‌شوند و خواستار حسابرسی از آن‌ها شد. وی سپس همراه با اعتصابیون اقدام به استعفای دسته‌جمعی از حزب بعث گرفت. نصر الحریری فعالیت‌هایش را بعد از تبدیل تظاهرات مسالمت‌آمیز به دفاع مسلحانه همچنان ادامه داد.

## دستگیری
حریری از سال ۲۰۰۳ تا ۲۰۰۹ به دفعات تحت تعقیب امنیت رژیم اسد به اتهام تبلیغ افکار ضد رژیم قرار گرفت و مجموعاً ۲۰ بار توسط نیروهای امنیتی اسد بازداشت گردید. یکی از مهم‌ترین اتهامات وی که بخاطر آن به زندان افتاد گرفتن عکس از حمزه الخطیب اولین کودک سوری که تحت شکنجه نیروهای رژیم اسد به قتل رسید و پخش آن از کانال‌های تلویزیونی بود.

## ادامه فعالیت‌ها
حریری در سال ۲۰۱۲ بعد از این که از طرف رژیم اسد حکم اعدامش صادر شد، سوریه را به قصد اردن ترک کرد و در کمپ پناهندگان زعتری ساکن شد. او در این کمپ پناهندگان بیمار را مداوا می‌کرد و چندین بار برای رسیدگی به مجروحین درگیری‌ها به صورت مخفیانه به سوریه و زادگاهش درعا بازگشت. حریری در سال ۲۰۱۱ اتحادیه پزشکان سوریه را در استان درعا تأسیس کرد و دو سال بعد این اتحادیه را به صورت رسمی در اردن اعلام کرد. از جمله تلاش‌های او برای حمایت از انقلاب سوریه تشکیل یک کمیته محلی در استان درعا و نیز یک کمیته پزشکی در اردن بود، از جمله مسئولیت‌هایی که او در اردن داشت مسئول پزشکان و داروسازان آزاد سوری، مدیر درمانگاه‌های مربوط به عربستان سعودی در اردوگاه زعتری و مدیر دفتر منطقه‌ای هیئت پزشکی سوریه بود.
از طرف دیگر حریری به عنوان عضو ائتلاف ملی و نماینده جنبش انقلابی و رئیس هیئت مذاکره‌کننده ائتلاف در ژنو بود. بعد از جلسات اپوزیسیون سوریه که در فوریه سال ۲۰۱۷ در ریاض تشکیل شد هیئت مذاکره‌کننده در گفتگوهای ژنو شامل بیست نفر انتخاب شد که در رأس آن‌ها نصر الحریری قرار داشت. او به عنوان رئیس هیئت مذاکره‌کننده اپوزیسیون سوریه به مدت دو ساعت با استفان دمیستورا فرستاده سازمان ملل در سوریه گفتگو کرد. یکی از موضوعات مهمی که در این گفتگوها مطرح شد انتقال سیاسی قدرت در سوریه بود که نهایتاً عملی نشد.
او پیش از مذاکرات ژنو در روزهای ۲۳ و ۲۴ ژانویه ۲۰۱۷ در اجلاس آستانه پایتخت قزاقستان نیز شرکت کرد. در این اجلاس قرار بود که برای دست‌یابی به راه حلی برای بحران سوریه گفتگو شود. سرانجام در سال ۲۰۱۷، اپوزیسیون سوریه نصر الحریری را به عنوان رئیس هیئت اپوزیسیون در مذاکرات در ژنو تعیین کرد.

## مشاغل
- رئیس هیئت پزشکی در دانشکده پزشکی اسد در دمشق
- رئیس هیئت پزشکی در بیمارستان ملی درعا
- آموزگار در شرکت صنایع دارویی السعد
- پزشک قلب در تعدادی از بیمارستان‌های ویژه دمشق
- مدیر دفتر منطقه‌ای هیئت پزشکی سوریه
- ریاست اتحادیه پزشکان آزاد در سوریه و سپس در اردن

## مناصب بعد از پیوستن به اپوزیسیون سوریه
- عضو بنیان‌گذار کانون ملی گفتگوی دمکراتیک در اردن
- عضو بنیان‌گذار کمیته پزشکی سوریه در اردن
- عضو بنیان‌گذار کمیته‌های محلی درعا
- عضو ائتلاف ملی به عنوان نماینده جنبش انقلابی از ۲۰۱۳
- رئیس هیئت اپوزیسیون در مذاکرات در ژنو (۲۰۱۷)[۲]